# Amir Reza Khadem
Amir Reza Khadem (n. 10 februarie 1970, Mașhad, Provincia Khorasan, Iran) este un luptător ce a reprezentat Iran, medaliat olimpic. A participat la 4 ediții ale Jocurilor Olimpice (1988, 1992, 1996, 2000) în care a câștigat două medalii de bronz.